# Kamniki-Alpok
A Kamniki-Alpok (szlovénül Kamniško-Savinjske Alpe, németül Steiner Alpen ) az Alpok hegyvonulata Észak-
Szlovéniában közvetlenül az osztrák határ mentén.
A mintegy 900 km² kirejedésű hegység nevét Kamnik (németül: Stein) városkáról kapta.
Az Uršlja Gora (Ursulaberg) nevű hegyen van a történelmi határ Krajna, Karintia és Stájerország között .

## Jelentősebb hegycsúcsok
- Grintovec (2558 m)
- Jezerska Kočna (2540 m)
- Skuta (2532 m)
- Ojstrica (2350 m)
- Storžič (2132 m)
- Raduha (2062 m)

Összesen 28 darab 2000 m feletti csúcs van a Kamniki-Alpokban.
Ismert alpinista központ hegymászó vezetőkkel. Nyáron a Logarska dolina Nemzeti Park vonzza a nagyszámú látogatót. Látnivalói közé tartozik a Rinka-vízesés és a Skuta kisgleccser. A legismertebb síközpont Krvavec.
Itt erednek a Kokra és a Kamniki-Bistrica folyócskák.

## Külső hivatkozások
- Kamniki-Alpok Képesblog
- Kamniki Alpok - Hribi.net